# Sprawa Johna i Loreny Bobbitt
John Wayne Bobbitt i Lorena Bobbitt (de domo Gallo) – amerykańska para, która pobrała się 18 czerwca 1989 roku; po latach rzekomych gwałtów, pobić przez męża, Lorena odcięła mu penisa nożem podczas snu w łóżku. Następnie penis został ponownie przyszyty chirurgicznie. John Wayne Bobbitt został później uniewinniony od zarzutu gwałtu.

## Zdarzenie
Zdarzenie miało miejsce 23 czerwca 1993 roku w Manassas w Wirginii. Lorena Bobbitt stwierdziła na rozprawie sądowej, że po powrocie do domu tego wieczoru mąż ją zgwałcił. Po tym jak poszedł spać, wstała z łóżka i poszła do kuchni napić się. Następnie chwyciła ośmiocalowy nóż do mięsa, wróciła do sypialni, zrzuciła kołdrę z łóżka i odcięła mu penisa.
Następnie opuściła mieszkanie z odciętym przyrodzeniem w ręce i odjechała samochodem. Po chwili jazdy i zmaganiu się z kierowaniem jedną ręką, wyrzuciła go przez okno na pobocze drogi. W końcu zatrzymała się i zadzwoniła na policję, mówiąc funkcjonariuszom, co się stało i gdzie można znaleźć penisa. Penis Johna Bobbitta został znaleziony po wyczerpujących poszukiwaniach, a po umyciu go środkiem antyseptycznym i zapakowaniu w słony lód, został ponownie umieszczony w szpitalu, w którym był leczony. Operacja trwała dziewięć i pół godziny. Bobbitt wystąpił w dwóch filmach pornograficznych w latach 90. twierdząc, że jego penis „wrócił do normy”.

## Aresztowanie
Kiedy została aresztowana w nocy 23 czerwca, powiedziała policji: „On zawsze ma orgazm [sic] i nigdy na mnie nie czeka. Jest samolubny”. Ta rozmowa z detektywem Peterem Wentzem została nagrana na taśmę magnetofonową, a zapis został odczytany później w procesie przez Mary Grace O’Brien, sędzi prokuratury okręgowej Prince William County Assistant Commonwealth’s Attorney.
Podczas rozprawy małżeństwo ujawniło szczegóły swojego związku i wydarzenia, które doprowadziły do incydentu. Lorena stwierdziła, że John wykorzystywał ją seksualnie, fizycznie i emocjonalnie podczas ich małżeństwa. Powiedziała, że on wytykał swoje niewierności i zmusił ją do aborcji. Jej obrońcy, w tym obrońca Blair D. Howard, utrzymywali, że jego ciągłe znęcanie się sprawiło, że ostatecznie „załamała się”, ponieważ cierpiała na kliniczną depresję i możliwy atak stresu pourazowego z powodu znęcania się. John zaprzeczył zarzutom znęcania się; jednak kiedy Howard przesłuchał go w sposób krzyżowy, jego zeznania często kłóciły się ze znanymi faktami, co poważnie osłabiało sprawę oskarżenia.
Lorena zeznała, że mąż ją zgwałcił i wielokrotnie bił ją zanim doszło do incydentu, że brakowało im stabilności finansowej, on ukradł jej zarobki i wydał pieniądze. Zarówno prokuratura, jak i obrona przyznały, że wykazał się wobec niej historią nadużyć i że nadużycia te stworzyły kontekst do incydentu. Biegli sądowi zeznali, że „on atakował ją psychicznie i fizycznie; że nadużycia nasilały się i że do 1993 r. żyła w ciągłym strachu przed nim”. Strategia obrony podkreślała jej działanie jako mieszankę samoobrony i chwilowego szaleństwa stanowiącego „nieodparty impuls” ze względu na historię i ciągłość nadużyć i gwałtów. Jeden z biegłych zeznał, że „Lorena wierzyła i była unieruchomiona przez groźbę męża: Znajdę cię, niezależnie od tego, czy jesteśmy rozwiedzeni, czy w separacji. I gdziekolwiek cię znajdę, będę uprawiać z tobą seks, kiedy tylko zechcę”.
John Bobbitt został później uniewinniony od zarzutu gwałtu. Miał wiele wersji tego, co wydarzyło się tego wieczoru, odnoszących się w różnych momentach do policji i sądu, że „nie uprawiali seksu; że Lorena próbowała zainicjować seks, ale on był zbyt zmęczony; że uprawiali seks, ale on przez to przespał; i że seks był za obopólną zgodą”.
Po siedmiu godzinach obrad jury uznało Lorenę za niewinną z powodu niepoczytalności, które spowodował afekt do seksualnej napaści na Johna. W rezultacie nie mogła zostać pociągnięta do odpowiedzialności za swoje czyny. Zgodnie z prawem stanowym, sędzia nakazał jej poddanie się 45-dniowemu okresowi oceny w Centralnym Szpitalu Państwowym, znajdującym się w Petersburgu w Wirginii, po którym została zwolniona. W 1995 roku, po sześciu latach małżeństwa, John i Lorena rozwiedli się.

## Dalsze losy

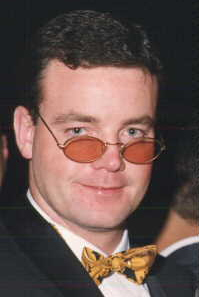
John Bobitt

### John
Po tym incydencie John próbował zarobić pieniądze na swojej popularności, tworząc zespół The Severed Parts, aby opłacić swoje rosnące rachunki za usługi medyczne i prawne. Następnie, próbował zarobić pieniądze występując we wrześniu 1994 roku w filmie John Wayne Bobbitt: Uncut. W 1996 roku wystąpił w innym filmie dla dorosłych, Frankenpenis (znanym również jako Frankenpenis Johna Wayne’a Bobbitta).
W 1994 roku został oskarżony o uderzenie Kristiny Elliott, 21-letnią byłą tancerkę egzotyczną, którą poznał w Las Vegas podczas trasy promocyjnej. W dniu 31 sierpnia 1994 został skazany na karę pozbawienia wolności do 15 dni (75% pierwotnej kary 60 dni zostało zawieszone). „Głęboko wierzę, że masz problem z nastawieniem”, powiedział Bobbittowi sędzia William Jansen. „Twój problem z nastawieniem jest spowodowany twoim nadużywaniem alkoholu”.
10 sierpnia 1998 wystąpił w programie telewizyjnym World Wrestling Federation (obecnie WWE) Monday Night Raw is War, w którym wystąpił wraz z Val Venis. Niedługo potem przeniósł się do Las Vegas, gdzie pracował jako barman, kierowca limuzyny, dostawca pizzy i operator holownika. Służył też jako pastor w Univeral Life Church.
W 1999 roku Bobbitt został zawieszony w prawach kuratora sądowego za udział w kradzieży w sklepie w Nevadzie. W 2003 roku został skazany na karę więzienia za złamanie warunkowego zwolnienia za kradzież z 1999 r., po tym jak został aresztowany pod zarzutem oskarżenia o pobicie swojej ówczesnej żony, Joanny Ferrell. Ponownie został dwukrotnie aresztowany pod zarzutem oskarżenia o pobicie w areszcie śledczym przeciwko Ferrell w 2004 roku, a w tym samym roku złożył pozew o rozwód pod nazwiskiem John W. Ferrell, którym posługiwał się podczas małżeństwa z Ferrell.
W 2014 roku został ciężko ranny, kiedy złamał kark w wypadku samochodowym w Buffalo w Nowym Jorku.

### Lorena
Po rozprawie Lorena powróciła do używania swojego nazwiska panieńskiego, Gallo. W październiku 1996 r. złożyła wizytę w swoim rodzinnym Ekwadorze, gdzie na oficjalnej kolacji spotkała się z ówczesnym prezydentem Abdalą Bucaramem. Jakiś czas później oboje ochrzcili dziecko jako matka chrzestna i ojciec chrzestny. Bucaram został skrytykowany za zaproszenie Loreny na kolację.
W grudniu 1997 roku pojawiła się informacja, że została oskarżona o napaść za pobicie swojej matki, Elvii Gallo, podczas oglądania telewizji. Ostatecznie została uniewinniona od napaści, a jej matka nadal z nią mieszkała. W 2007 roku pracowała w salonie piękności w Waszyngtonie i w tym samym roku założyła organizację Lorena Red Wagon, która miała na celu pomagać zapobiegać przemocy domowej poprzez działania prorodzinne.
W czerwcu 2008 roku pojawiła się w programie CBS News The Early Show, gdzie opowiadała o swoim życiu od czasu incydentu. W wywiadzie powiedziała, że jest w długotrwałym związku z Dave’em Bellingerem i że ma dwuipółletnią córkę.

### Wspólne wystąpienie
Choć Lorena powiedziała Oprze Winfrey w kwietniu 2009 roku, że nie jest zainteresowana rozmową z Johnem, wystąpili razem w programie The Insider w maju 2009 roku. Było to ich pierwsze spotkanie od czasu ich rozwodu. W programie przeprosił ją za sposób, w jaki traktował ją podczas małżeństwa. Lorena twierdziła, że nadal ją kocha, ponieważ nadal wysyłał jej walentynkowe kartki i kwiaty.

## Spuścizna i kultura masowa
Sprawa Bobbittów zwróciła uwagę na kwestię przemocy domowej i gwałtu małżeńskiego. W ciągu kilku dni od tego incydentu, przeciwnicy przemocy domowej i niektóre grupy feministyczne zebrały się wokół Loreny, powołując się na rzekome ciągłe znęcanie się nad nią przez Johna, które spowodowało, że zaatakowała go.
Uwaga mediów otaczających sprawę wywołała debatę narodową, a także wywołała lawinę żartów, limeryków, sloganów na koszulkach, spotów reklamowych, jak również fakt, że Howard Stern zaprosił Johna Bobbitta na sylwestrową imprezę w 1993 roku i zebrał 250 000 dolarów na pokrycie zaległych kosztów operacji transplantacji penisa. MCI także nieświadomie zostało wciągnięte w bójkę przez prowadzenie reklamy telewizyjnej kilka tygodni po tym incydencie, reklamującej jak Bobbittowie, rodzina z Siasconset w Massachusetts (nie mająca żadnego związku z Bobbittami z Manassas w stanie Wirginia) uratowali się przez przejście na MCI, powodując, że pojawiły się takie hasła, jak kiedy odcinają ci usługi, to mają na myśli.
Wkrótce po incydencie zgłaszano epizody Bobbittmanii, czyli przestępstw naśladowczych. Nazwisko Loreny Bobbitt stało się ostatecznie synonimem usuwania penisa. Rozpoznawalność społeczną zyskały takie określenia, jak „kara Bobbitt” i „procedura Bobbitt”. Nazwa robaka Bobbitta (Eunice aphroditois), który atakuje ofiarę szczękami w kształcie nożyc, pochodzi od nazwy sprawy.
W lutym 2019 roku Amazon wypuścił na rynek serial pt. Lorena, czteroczęściową serię dokumentów produkowanych przez Jordana Peele’a na temat tego zdarzenia, zawierającą wywiady zarówno z Loreną, jak i Johnem.